# Molí de blat la Biana
El Molí de blat la Biana és una obra del municipi dels Omellons (Garrigues) inclosa en l'Inventari del Patrimoni Arquitectònic de Catalunya.

## Descripció
És un complex format per dos edificis fets en moments constructius diferents. El més antic seria el molí, de planta rectangular amb coberta de volta apuntada que s'inicia pràcticament des del terra. Està formada per carreus regulars ben escairats. A l'estança interior s'hi conserva la pedra per moldre i alguna pica. Exteriorment els murs de tancament són gruixuts; la teulada és plana, feta de terra i pedres. La porta d'accés està orientada cap a l'est, és un arc de mig punt amb grans dovelles de pedra vista.
L'altra construcció està adossada al molí. Es desconeix l'ús que hauria tingut en origen. També està fet de pedra vista, les parets són força gruixudes, de pedra mal escairada i en part arrebossada. Tenia un pis d'alçada, avui desaparegut, i estaria cobert de forma inclinada a un vessant de teula. La portada és un arc de mig punt fet amb maons i blocs de pedra.